# Willem Hendrik Teding van Berkhout
Willem Hendrik Teding van Berkhout, né le 7 janvier 1745 à Delft et mort dans cette ville le 4 juin 1809, est un homme politique néerlandais.

## Biographie
Willem Hendrik Teding van Berkhout est issu d'une famille de régents. Son père, Jan Teding van Berkhout, a été bourgmestre de Delft, un des directeurs de la Compagnie néerlandaise des Indes orientales et membre de la cour des comptes de la Hollande. De 1763 à 1767, il étudie le droit à l'université de Leyde. En 1775, il entre au vroedschap de Delft. Il devient ensuite successivement capitaine de port de Delft de 1778 à 1780 puis échevin de Delft de 1782 à 1788.
Pendant la Révolution batave de 1780, il est favorable aux patriotes. En 1784, une émeute éclate à Rotterdam et Teding van Berkhout est y envoyé par les États de Hollande, avec Hendrik Balthasar van Halteren, Carel Wouter Visscher, JF Potty Turcq et Johan Hendrik Mollerus, pour enquêter sur les raisons de l'émeute et identifier les moyens de la calmer. En 1787, il est élu capitaine de la schutterij de Delft. Mais après l'échec de la Révolution en septembre 1787, sa maison est saccagée et il s'enfuit à Dordrecht. Il est relevé de toutes ses fonctions le 12 janvier 1788. À Dordrecht, il lance une petite société de commerce international. Il possède également des participations dans la brasserie Het Truweel et dans une poterie à Delft et dans une fabrique de laine à Amsterdam.
En janvier 1795, la Révolution éclate à nouveau et Guillaume V d'Orange s'exile en Angleterre, grâce à l'avancée des troupes françaises. Le 26 janvier, Willem Hendrik Teding van Berkhout est élu à l'assemblée provisoire de Hollande. Un an plus tard, il est élu député de Delft à la première Assemblée nationale de la République batave. Il s'y signale par ses interventions modérées. Il en devient président du 24 juillet au 7 août 1797. En 1798, il est nommé à l'administration départementale de Hollande et y reste jusqu'en février 1808, date à laquelle il devient maire de Delft.
Son journal a été édité par Leonard de Gou en 1982.